# ブラチスラヴァ - コマールノ線
ブラチスラヴァ - コマールノ線（スロバキア語;Železničná trať Bratislava – Komárno）は、スロバキア国鉄の鉄道線の名称である。路線番号は131。
1895年から1896年にかけて開業した。RegioJet社によって運行される。

## 運行形態[2]

### 超特急「レギオジェット(RJ)」
- プラハ - ブラチスラヴァ - スプリト　【夏季運行】
夏季限定で、一日1往復の運行。ブラチスラヴァ以北は110号線に、ノヴェー・メスト以南は132号線に直通する。ブラチスラヴァ本駅を通過する。
2021年に運行を開始した。当初はブラチスラヴァ本駅停車、ノヴェー・メスト通過であったが、2023年度よりノヴェー・メスト停車、本駅通過となる予定。

### 超特急「レイルジェットエクスプレス(rjx)」
- ブラチスラヴァ - ノヴェー・メスト - チューリヒ
一日1往復の運行。ノヴェー・メスト以南は132号線に直通する。
2018年末に運行を開始した。当初、ノヴェー・メストは北行のみ停車であったが、2021年末に上下とも停車となった。

### 超特急「インターシティ(IC)」
- コシツェ - ブラチスラヴァ - ノヴェー・メスト - ウィーン
一日1往復の運行。ブラチスラヴァ以北は120号線に、ノヴェー・メスト以南は132号線に直通する。
2018年末に運行を開始した。

### 快速「レギオナルエクスプレス(REX)」
- ノヴェー・メスト - コマールノ　【平日運行】
一日3往復の運行で、朝のノヴェー・メスト行と夕方のコマールノ行のみ運行される。
過去の運行状況
2015年以前は、ブラチスラヴァ本駅 - コマールノ間に一日2往復の運行であった。また、ドゥナイスカー・ストレダ以南は、1往復が各駅停車、1往復がドルニー・シタール、オコリチナー、ホルナー・ズラトナー、コマールノ・ザーヴォディの4駅通過であった。またレフニツェは全列車通過していた。
2016年度より、朝のブラチスラヴァ方面に限りミロスラヴォウとクヴェトスラヴォウ停車となった。ヴラクニャは駅開業後停車となった。
2019年度より、一日2.5往復の運行となった他、コマールノ行は全てドゥナイスカー・ストレダ以南各駅停車となった。
2021年度より、一日2往復に減便された。ストレダ以南で途中駅を通過する朝の北行1便が、ドルニー・シタールとレフニツェにも停車する様になった。
2023年度より、ノヴェー・メスト発着に短縮された一方、一日3往復に増発された。全列車がヴラクニャ通過で、ビスクピツェ - ドゥナイスカー・ストレダ間ノンストップとなった。一方、全列車ストレダ以南各駅停車となった。

- コマールノ → ブラチスラヴァ　【平日運行】
夕方にコマールノ発ブラチスラヴァ行が片道1本のみ運行される。クヴェトスラヴォウ、ノヴェー・コシャリンスカーに停車する一方で、ドルニー・バル、クートニキ、ビスクピツェは通過する。
2022年度以前は、休日運行となった。停車駅も現在と異なり、ビスクピツェとヴラクニャに停車する一方、ドルニー・シタール以北でも半数以上の駅を通過し、クヴェトスラヴォウ、ノヴェー・コシャリンスカーも通過であった。

- クヴェトスラヴォウ → ブラチスラヴァ　【平日運行】
夕方に、一日片道1本のみの運行。
過去の運行形態
2020年以前は、普通列車として一日2往復運行していて、クヴェトスラヴォウ停留所、ミロスラヴォウ、ノヴェー・コシャリスカーにも停車していた一方、ビスクピツェを通過していた。
2021年度より快速に格上げされ、クヴェトスラヴォウ停留所、ミロスラヴォウ、ノヴェー・コシャリスカー通過となった。
2023年度より、一日1往復に減便された。停車駅にビスクピツェが追加された。

### 普通
ブラチスラヴァ～ドゥナイスカー・ストレダ間が1時間に1本、ドゥナイスカー・ストレダ～コマールノ間が2時間に1本の運行。主にストレダ以北の区間運転便が、ロヴィンカを通過する。
- 過去の運行形態
  - 2020年以前は、半数以上がロヴィンカを通過していた。ヴラクニャ、ビスクピツェ、ヴェリカー・パカ、レフニツェ、ミハルは全列車停車であった。
  - 2021年度より、ノヴェー・コシャリスカーは全列車停車となった。ロヴィンカは大部分が停車となった。
  - 2023年度より、休日もストレダ以北は1時間に1本運行する様になった。ノヴェー・メスト - クヴェトスラヴォウ間ノンストップの列車や、クヴェトスラヴォウ - オレホヴァー・ポトニ間ノンストップの列車が一部設定された。また、ロヴィンカは半数通過となった。

### 過去の運行系統
- 特急「リーフリク(R)」
  - ゲメラン・ポリャナ号：　ノヴェー・メスト - ブラチスラヴァ本駅 - プレショフ
週6往復運行していた。ブラチスラヴァ以東は130号線方面へ直通していた。2022年6月1日から10月18日まで、150号線工事の影響により運休している[3]。
  - ゼンプリーン号：　ノヴェー・メスト - ブラチスラヴァ本駅 - フメンネー
2016年以前と2019年度に、一日1往復運行していた。ブラチスラヴァ以北は120号線方面へ直通していた。

- 超特急「レギオジェット(RJ)」
2017年度、ノヴェー・メスト - ブラチスラヴァ本駅 - プラハ間に、一日2往復「レギオジェット」号が運行していた。110号線方面へ直通していた。

### 他線からの直通列車
ノヴェー・メスト始発で、110/120/130号線方面への直通列車がいくつかある。
- 普通
平日のみの運行。ノヴェー・メスト → ブラチスラヴァ本駅 → クーティ間に、片道1本ずつの運行。110号線方面へ直通する。
2017年以前は、片道2本あり、うち1本が快速であった。2016年以前は、クーティ発ノヴェー・メスト行も運行していた。

## 駅一覧
以下では、スロバキア国鉄131号線の駅と営業キロ、停車列車、接続路線などを一覧表で示す。
- 種別
  - REX：快速
  - Os：普通
- 停車駅
  - ■印：全列車停車
  - ●印：大部分停車、一部通過
  - ○印：大部分通過、一部停車
  - ｜印：全列車通過

| 路線名 | 駅名                               | 駅間営業キロ | 累計営業キロ           | 累計営業キロ        | rjx | IC | R | REX | Os | 接続路線                                                                      | 所在地           | 所在地                     |
| ------ | ---------------------------------- | ------------ | ---------------------- | ------------------- | --- | -- | - | --- | -- | ----------------------------------------------------------------------------- | ---------------- | -------------------------- |
| 131    | ブラチスラヴァ中央駅               | -            | ブラチスラヴァから 0.0 |                     | ■   | ■  | ■ | ■   | ■  | 110号線（ウィーン/プラハ方面） 120号線（ジリナ方面）、130号線（シャリャ方面） | ブラチスラヴァ県 | 1区                        |
| 131    | ブラチスラヴァ・ノヴェー・メスト駅 | 5.3          | 5.3                    |                     | ■   | ■  | ■ | ■   | ■  | 120号線（ガランタ方面）、130号線（セネツ方面） 132号線（チューリヒ方面）      | ブラチスラヴァ県 | 3区                        |
| 131    | ヴラクニャ駅(*1)                   | 2.9          | 8.2                    |                     |     |    |   | ｜  | ●  |                                                                               | ブラチスラヴァ県 | 2区                        |
| 131    | ポドゥナイスケー・ビスクピツェ駅   | 2.0          | 10.2                   |                     |     |    |   | ●   | ●  |                                                                               | ブラチスラヴァ県 | 2区                        |
| 131    | ロヴィンカ駅                       | 3.9          | 14.1                   |                     |     |    |   | ｜  | ●  |                                                                               | ブラチスラヴァ県 | セネツ郡                   |
| 131    | ノヴェー・コシャリスカー駅         | 1.7          | 15.8                   |                     |     |    |   | ○   | ●  |                                                                               | ブラチスラヴァ県 | セネツ郡                   |
| 131    | ミロスラヴォフ駅                   | 2.5          | 18.3                   |                     |     |    |   | ｜  | ●  |                                                                               | ブラチスラヴァ県 | セネツ郡                   |
| 131    | クヴェトスラヴォフ停留所           | 4.1          | 22.4                   |                     |     |    |   | ｜  | ●  |                                                                               | トルナヴァ県     | ドゥナイスカー・ストレダ郡 |
| 131    | クヴェトスラヴォフ駅               | 2.0          | 24.4                   |                     |     |    |   | ○   | ■  |                                                                               | トルナヴァ県     | ドゥナイスカー・ストレダ郡 |
| 131    | マラー・パカ駅                     | 1.9          | 26.3                   |                     |     |    |   | ｜  | ●  |                                                                               | トルナヴァ県     | ドゥナイスカー・ストレダ郡 |
| 131    | ヴェリカー・パカ駅                 | 1.5          | 27.8                   |                     |     |    |   | ｜  | ●  |                                                                               | トルナヴァ県     | ドゥナイスカー・ストレダ郡 |
| 131    | レフニツェ駅                       | 3.7          | 31.5                   |                     |     |    |   | ｜  | ●  |                                                                               | トルナヴァ県     | ドゥナイスカー・ストレダ郡 |
| 131    | ミハル・ナ・オストロヴェ駅         | 4.2          | 35.7                   |                     |     |    |   | ｜  | ●  |                                                                               | トルナヴァ県     | ドゥナイスカー・ストレダ郡 |
| 131    | オレホヴァー・ポトニ駅             | 1.9          | 37.6                   |                     |     |    |   | ｜  | ■  |                                                                               | トルナヴァ県     | ドゥナイスカー・ストレダ郡 |
| 131    | ヴェリケー・ブラホヴォ駅           | 3.6          | 41.2                   |                     |     |    |   | ｜  | ■  |                                                                               | トルナヴァ県     | ドゥナイスカー・ストレダ郡 |
| 131    | ドゥナイスカー・ストレダ駅         | 3.0          | 44.2                   | コマールノから 53.3 |     |    |   | ■   | ■  |                                                                               | トルナヴァ県     | ドゥナイスカー・ストレダ郡 |
| 131    | クートニキ駅                       | 3.7          | 47.9                   | 49.6                |     |    |   | ●   | ■  |                                                                               | トルナヴァ県     | ドゥナイスカー・ストレダ郡 |
| 131    | ドルニー・バル駅                   | 3.6          | 51.5                   | 46.0                |     |    |   | ●   | ■  |                                                                               | トルナヴァ県     | ドゥナイスカー・ストレダ郡 |
| 131    | ドルニー・シタール駅               | 4.2          | 55.7                   | 41.8                |     |    |   | ■   | ■  |                                                                               | トルナヴァ県     | ドゥナイスカー・ストレダ郡 |
| 131    | オコチ駅                           | 7.6          | 63.3                   | 34.2                |     |    |   | ■   | ■  |                                                                               | トルナヴァ県     | ドゥナイスカー・ストレダ郡 |
| 131    | ヴェリキー・メデル駅               | 4.1          | 67.4                   | 30.1                |     |    |   | ■   | ■  |                                                                               | トルナヴァ県     | ドゥナイスカー・ストレダ郡 |
| 131    | ボヅァ駅                           | 4.3          | 71.7                   | 25.8                |     |    |   | ■   | ■  |                                                                               | ニトラ県         | コマールノ郡               |
| 131    | ゼミャンスカ・オルチャ駅           | 3.9          | 75.6                   | 21.9                |     |    |   | ■   | ■  |                                                                               | ニトラ県         | コマールノ郡               |
| 131    | オコリチナー・ナ・オストロヴェ駅   | 4.0          | 79.6                   | 17.9                |     |    |   | ■   | ■  |                                                                               | ニトラ県         | コマールノ郡               |
| 131    | ホルナー・ズラトナー駅             | 3.8          | 83.4                   | 14.1                |     |    |   | ■   | ■  |                                                                               | ニトラ県         | コマールノ郡               |
| 131    | ズラトナー・ナ・オストロヴェ駅     | 2.3          | 85.7                   | 11.8                |     |    |   | ■   | ■  |                                                                               | ニトラ県         | コマールノ郡               |
| 131    | ノヴァー・ストラージ駅             | 5.5          | 91.2                   | 6.3                 |     |    |   | ■   | ■  |                                                                               | ニトラ県         | コマールノ郡               |
| 131    | コマールノ・ザーヴォディ駅         | 3.5          | 94.7                   | 2.8                 |     |    |   | ■   | ■  |                                                                               | ニトラ県         | コマールノ郡               |
| 131    | コマールノ駅                       | 2.8          | 97.5                   | 0.0                 |     |    |   | ■   | ■  | 135号線（ザームキ方面）                                                       | ニトラ県         | コマールノ郡               |

(*1) 2016年10月15日開業